# فلوریدا، شیلی
فلوریدا، شیلی (به اسپانیایی: Florida, Chile) یک سکونتگاه مسکونی در شیلی است که در استان کنسپسیون (شیلی) واقع شده‌است.

## خصوصیات
فلوریدا ۶۰۸٫۶ کیلومترمربع مساحت و ۸٬۹۱۶ نفر جمعیت دارد و ۲۵۹ متر بالاتر از سطح دریا واقع شده‌است.